# In un tempo freddo e oscuro e altri racconti
In un tempo freddo e oscuro e altri racconti è un'antologia di racconti dello scrittore statunitense Joe R. Lansdale concepita espressamente per il mercato italiano e uscita nel 2006 con la traduzione di Luca Conti e Luisa Piussi. Il contenuto dell'antologia pesca tra le varie raccolte pubblicate negli Stati Uniti dallo scrittore texano e spazia dal noir all'horror con qualche puntata nel fantasy.

## Racconti contenuti

### Il coniglio bianco
Pubblicato col titolo originale The White Rabbit nel 1981.
Trama
In una notte d'estate al Cairo, Willy Carpenter nella sua camera d'albergo non riesce a prendere sonno; dopo aver provato a rileggere per l'ennesima volta Alice nel Paese delle Meraviglie, esce per una passeggiata. Vede il Coniglio Bianco, che si lamenta di essere in ritardo, e lo segue, ritrovandosi in luoghi che gli sembrano irreali, finché non riconosce di essere a Stonehenge in compagnia del Cappellaio Matto, del Ghiro e del Gatto del Cheshire, al momento del tè. Il coniglio lega Carpenter come un salame e gli taglia la gola come se fosse una vittima sacrificale, prima di dare inizio al festino.

### La notte di San Valentino
Pubblicato col titolo originale The Steel Valentine nel 1989.
Trama
Nella notte di San Valentino, Dennis, ex giocatore professionista di pallacanestro, si ritrova immobilizzato e dolorante in una dépandance della casa di Morley, il marito della sua amante Julie, insieme con la quale contava di scappare. Morley gli racconta di avere scoperto la loro tresca e di aver fatto sbranare Julie da Chum, uno dei suoi dobermann da guardia, dopo averle spruzzato addosso uno spray di produzione militare che moltiplica l'aggressività dei cani. Morley vorrebbe riservare la stessa sorte anche a Dennis; prima però lo libera per dargli una possibilità di salvezza, per quanto remota essa sia. Dennis però riesce a coglierla grazie alle sue doti atletiche, strangolando il cane. Esce poi dalla dépandance ed entra in casa di Morley, raggiungendolo nel suo studio; riesce ad atterrarlo e a incatenarlo, quindi gli spruzza lo spray sui genitali e se ne va, senza attendere che i cani arrivino per gettarsi sul loro padrone.

### Il cane dei pompieri
Pubblicato col titolo originale Fire Dog nel 2003.
Trama
Jim cerca senza successo di ottenere un posto da centralinista presso la locale stazione dei vigili del fuoco; gli viene invece proposto di diventare la nuova mascotte, indossando un costume da cane. Jim inizialmente tituba, ma poi accetta e si accorge che nei panni del cane Spot è divenuto molto popolare presso i suoi concittadini. Anche sua moglie Shella sembra apprezzarlo più di prima, per quanto alcune volte sembri trattarlo come se fosse un vero animale domestico.
Dopo nove anni, i pompieri decidono che è tempo di mandare Spot in pensione e assumono un nuovo "uomo-cane", Hal, che prende il posto di Jim anche presso sua moglie, la quale accompagna Jim/Spot al canile, dove quest'ultimo rimane nella speranza che qualcuno lo adotti.

### È amore, ve lo dico io
Pubblicato col titolo originale I Tell You It's Love nel 1989.
Trama
Gloria è una donna molto sensuale che con il suo amante ha esperienze sadomasochiste. Stuzzicata dai racconti dell'uomo, vi aggiunge anche degli atti di violenza mortale verso degli sconosciuti presi a caso, ma per raggiungere il massimo dell'eccitazione si fa uccidere direttamente da lui. Il corpo di Gloria in decomposizione viene poi scoperto a casa dell'uomo, che è condannato alla sedia elettrica e che, nei suoi ultimi momenti, spera di provare le stesse sensazioni della sua amante.

### Un lavoro come tanti
Pubblicato col titolo originale  The Job nel 1989.
Trama
Due delinquenti, Kelly e Bower, si recano in auto a compiere il lavoro per il quale sono stati ingaggiati. Kelly è un killer professionista, mentre Bower è un ex imitatore di Elvis Presley ridotto a mal partito. Il loro compito è di sfregiare o forse persino uccidere una bambina vietnamita di otto anni per dare un avvertimento a suo padre.

### Bob il dinosauro va a Disneyland
Pubblicato col titolo originale Bob the Dinosaur Goes to Disneyland nel 1989.
Trama
Karen regala al marito Fred un Tyrannosaurus rex di plastica gonfiabile, a cui l'uomo dà il nome di Bob, aggiungendogli un paio di orecchie da Topolino. Da quel momento, Bob desidera ardentemente andare a Disneyland, cosa che i suoi genitori adottivi gli concedono alla fine dell'anno scolastico. Bob però rimane deluso dal grande parco di divertimenti, così, tornato a casa, assume atteggiamenti ribelli e da metallaro.

### In un tempo freddo e oscuro
Pubblicato col titolo originale In the Cold, Dark Time nel 1990.
Trama
In un futuro distopico imperversa una lunga guerra che ha sensibilmente ridotto la popolazione. Un membro del Corpo Infantile dell'esercito, che si occupa di equipaggiare e nutrire i bambini soldato viene ricoverato in un ospedale militare a causa di una ferita al petto che gli ha danneggiato un polmone. Si sente sfiduciato e demoralizzato, ma grazie alle parole di un vecchio soldato mutilato di un braccio che occupa il letto accanto al suo trova nuovamente la voglia di vivere e dedicarsi alla sua missione, anche quando si tratta di strangolare i bambini resi inabili al combattimento, come se si trattasse di un atto di pietà.

### Da mani bizzarre
Pubblicato col titolo originale By Bizarre Hands nel 1989.
Trama
Billy Fred Williams da ragazzo ha provocato la morte della sorella mentalmente ritardata che si era appropriata di tutti i dolcetti mendicati la sera di Halloween; lo sceriffo scrisse che la fanciulla era stata strangolata "da mani bizzarre".
Divenuto adulto, Billy è divenuto un predicatore ambulante che si fa chiamare Judd e va alla ricerca di altre ragazze minorate, convinto intimamente che solo lui possa salvare le loro anime. Un 31 ottobre giunge dalla vedova Case, che ha una figlia (Cinderella, detta Cindy) con i requisiti desiderati. Il predicatore la battezza con del tè offertole da sua madre, dopodiché si offre di accompagnarla a fare "dolcetto o scherzetto?", ma la vedova non vuol lasciare Cindy nelle mani di un estraneo; ne scaturisce una lite, alla quale Judd pone fine dando alla donna un colpo di padella in testa che le fa perdere i sensi. Acchiappa poi la figlia, eccitata per i racconti dei fantasmi, e le sfonda il cranio a padellate, infine riparte con la propria automobile.

### La Donna del telefono
Pubblicato col titolo originale The Phone Woman nel 1990.
Trama
Un giorno di giugno, una donna vestita in modo incongruo per la stagione bussa alla porta di sconosciuti chiedendo di usare il loro telefono. Il padrone di casa, un uomo che ha avuto una mattinata difficile, glielo concede, ma rimane basito quando vede la donna che prima improvvisa una strana danza, poi prende il muro a testate, come se avesse un attacco epilettico. Chiama l'ambulanza per portarla all'ospedale, ma quando questa arriva un soccorritore gli dice che la donna è una simulatrice e che ha anche provato a impiccarsi più volte.
L'uomo rivede la donna del telefono passare davanti a casa sua altre volte, e una sera decide di seguirla. Vede che essa sta accingendosi a impiccarsi al ramo di un albero e decide d'intervenire: inizialmente per salvarla, ma poi, dopo che gli ha mostrato il sesso sollevando i lembi del vestito, per assecondare lo strangolamento. Tornato a casa, ha un rapporto sessuale con la moglie (cosa che non gli riusciva da tempo) e decide che da quel momento in poi aiuterà gli aspiranti suicidi a raggiungere il loro scopo.

### Fatti relativi al ritrovamento di un paginone di nudo in un romanzo Harmony
Pubblicato col titolo originale The Events Concerning a Nude Fold-Out Found in a Harlequin Romance nel 1992.
Trama
Plebin Cook è un uomo disoccupato, separato dalla moglie e con una figlia adolescente di nome Jasmine, che vive a Mud Creek nel Texas orientale, in un minuscolo appartamento situato sopra una libreria dell'usato gestita da Martha, un donnone dall'aria mascolina, che gli offre un lavoretto nel suo negozio: come primo pagamento gli dà dei biglietti omaggio per un circo appena giunto in città. Plebin vi si reca con Jasmine, ma lo spettacolo lascia molto a desiderare, anche perché durante il numero dei cani ammaestrati da "Waldo il grande" gli animali si mettono a copulare.
L'indomani Waldo si presenta da Martha per venderle alcuni dei suoi romanzi d'amore della collana Harmony; mentre li mette a posto sugli scaffali, Plebin nota all'interno di uno di essi un paginone tratto da una rivista pornografica, con la foto di una donna nuda sulla quale sono stati tracciati dei segni che sembrano indicare i vari tagli di carne. Jasmine e Martha s'interessano alla cosa e iniziano a indagare per proprio conto, scoprendo che nei giorni e nelle località in cui il circo ha fatto tappa ci sono state delle sparizioni di donne, i cui corpi sono stati poi ritrovati mutilati. Ciò sembrerebbe gettare un'ombra sinistra su Waldo, così Plebin e le due donne una sera si appostano presso la sua roulotte e lo vedono gettare in una discarica degli apparenti resti umani. Plebin chiama Sam, un suo amico poliziotto, solo per scoprire che i resti appartenevano a un manichino. Dopo essersi beccato una ramanzina, Plebin va a casa a dormire; la mattina dopo, svegliatosi prestissimo, non ritrova sua figlia e teme che si sia cacciata nei guai per la sua pretesa di giocare alla detective con Martha. Si reca prima al luogo dov'era accampato Waldo, ma non trova auto né caravan; temendo il peggio, torna alla discarica e qui trova Martha, esanime, nella roulotte del circense: questa gli dice che Waldo ha rapito Jasmine. Plebin trova Waldo mentre questi si accinge a fare a pezzi la ragazza e impedisce così la sua azione criminale, ma nella lotta avrebbe la peggio se non arrivasse Martha, rimessasi in piedi, ad abbattere Waldo, senza ucciderlo.
Plebin si risveglia in ospedale alla presenza di Martha, Jasmine e Sam, che gli raccontano che nella roulotte sono state trovate le prove della colpevolezza di Waldo, sufficienti a procurargli la pena capitale. Martha annuncia la sua intenzione di trasferire la sua attività nella vicina città di LaBorde, affiancandole un'agenzia d'investigazioni, della quale i Cook sono invitati a far parte.

### La bella e le bestie
Pubblicato col titolo originale Booty and the Beast nel 2003.
Trama
Standers è il figlio di un soldato americano che dopo la Seconda guerra mondiale fu incaricato della sorveglianza dei tesori trafugati dai nazisti e si appropriò di una piccola parte: dei lingotti d'oro e un reliquiario con un capello della Vergine. Commette l'errore di parlarne a Babe, una donna che l'ha sedotto per carpirgli informazioni dopo che la faccenda è diventata di dominio pubblico, e che si accorda con l'investigatore privato Mulroy per sottrargli il tesoro.
Mulroy spraffà Standers nella sua roulotte e, dopo averlo immobilizzato, per farsi rivelare il nascondiglio lo spruzza di sciroppo su testa, dita e parti intime per attirare le formiche rosse di un vicino formicaio. Giunge allora Babe, che allontana Mulroy con un pretesto e libera Standers per farsi portare dal tesoro. Mulroy, che ha mangiato la foglia, li segue a distanza fino a una casa abbandonata nei boschi, e si palesa, pistola in pugno, subito dopo che Standers ha tirato fuori ciò che ognuno di loro brama. Standers tramortisce Mulroy con un piede di porco e Babe spara in faccia al suo ex socio; Standers poi spara alla donna con la pistola dell'investigatore e torna alla sua roulotte col tesoro. Durante la notte si sente ricoprire dalle formiche, e non riesce più a muoversi, probabilmente per una reazione allergica.
Viene trovato stecchito da Bill Longstreet, un venditore di bibbie che lo deruba dei soldi che ha nel portafoglio e del reliquiario, ma muore lo stesso giorno in un incidente stradale. La sua vedova, non capendo cosa siano la reliquia e il reliquiario, butta entrambi nella spazzatura.

### Il grassone e l'elefante
Pubblicato col titolo originale The Fat Man and the Elephant nel 1989.
Trama
Il corpulento predicatore battista Sonny si reca al museo-emporio autostradale di Butch, mentre il suo proprietario è assente per il pranzo, perché ha un accordo con il dipendente di lui, un "decrepito negro" di nome Candy che gli lascia fare delle specie di suffumigi con lo sterco ancora fumante dell'elefante che vi viene tenuto in mostra. Sonny è infatti convinto che in questo modo possa avere delle ispirazioni per i suoi sermoni.

### Il tornado
Pubblicato col titolo originale The Windstorm Passes nel 1989.
Trama
In un inverno freddissimo per il Texas orientale, il quindicenne Buster Fogg trova, assiderato in una buca del terreno, Harold Onin, un uomo con velleità di predicatore considerato da tutti come lo scemo del villaggio, che prima di spirare enuncia delle sinistre profezie.
Lo stesso giorno si scatena un tornado di violenza inaudita: Buster si nasconde in un carretto, che viene sollevato in aria e poi ricade. La casa di Buster invece viene strappata dal suolo, con dentro la madre del ragazzo, e non se ne trova più traccia, mentre il padre muore trafitto da un forcone che lo colpisce al petto.
Buster è salvato dall'assideramento dai suoi vicini, i Parks, con i quali resta qualche giorno prima di tornare ai suoi terreni con le grucce poiché si è rotto un piede; come se non bastasse, il proprietario della banca cittadina reclama la terra in pagamento di un debito che Fogg padre non ha fatto in tempo a restituire.
Buster decide allora di tentare la fortuna altrove; sulla strada principale si fa dare un passaggio da un carrozzone di artisti girovaghi, grazie al fatto che il conducente, un vecchio di colore di nome Albert, ha compassione del suo handicap, a differenza del suo principale bianco.

## Edizioni
- Joe R. Lansdale, In un tempo freddo e oscuro e altri racconti, collana Stile Libero Big, traduzione di Luca Conti e Luisa Piussi, Einaudi, 2006, ISBN 88-06-17645-5.
- Joe R. Lansdale, Fatti relativi al ritrovamento di un paginone di nudo in un romanzo Harmony, collana I libri della Domenica, traduzione di Luisa Piussi e Luca Conti, Il sole 24 ore, 2015.